# Matinées musicales
Soirées musicales, op. 24, és una suite de cinc moviments composta el 1936 per Benjamin Britten basats en temes de Gioachino Rossini. Fou un encàrrec de Lincoln Kirstein per l'American Ballet Co. coreografiat per George Balanchine. Es va estrenar el 27 de juny de 1941 al Teatro Municipal de Rio de Janeiro dirigida per Emanuel Balaban.
La primera retransmissió va ser el 23 de desembre de 1942, per la BBC i dirigida per Rae Jenkins.
La música està inspirada en composicions de Gioachino Rossini de la mateixa manera que les Soirées musicales. I de nou hi ha cinc seccions:
1. March (de Guillaume Tell de Rossini, acte 1, Pas de six)
2. Nocturne (de Soirées Musicales de Rossini, núm. 10 La pesca)
3. Waltz (de Soirées Musicales de Rossini, núm. 4 L'orgia)
4. Pantomime (deSoirées Musicales de Rossini, núm. 2 Il rimproveso)
5. Moto perpetuo ('de 'Gorgheggi e solfeggi de Rossini)